# منطقه شهری مونترئال
ناحیه مونترئال (به انگلیسی: Urban agglomeration of Montreal) یک منطقهٔ مسکونی در کانادا است که در Montreal Region واقع شده‌است. ناحیه مونترئال ۱٬۹۵۸٬۲۵۷ نفر جمعیت دارد.